# Памятник исцелившемуся больному

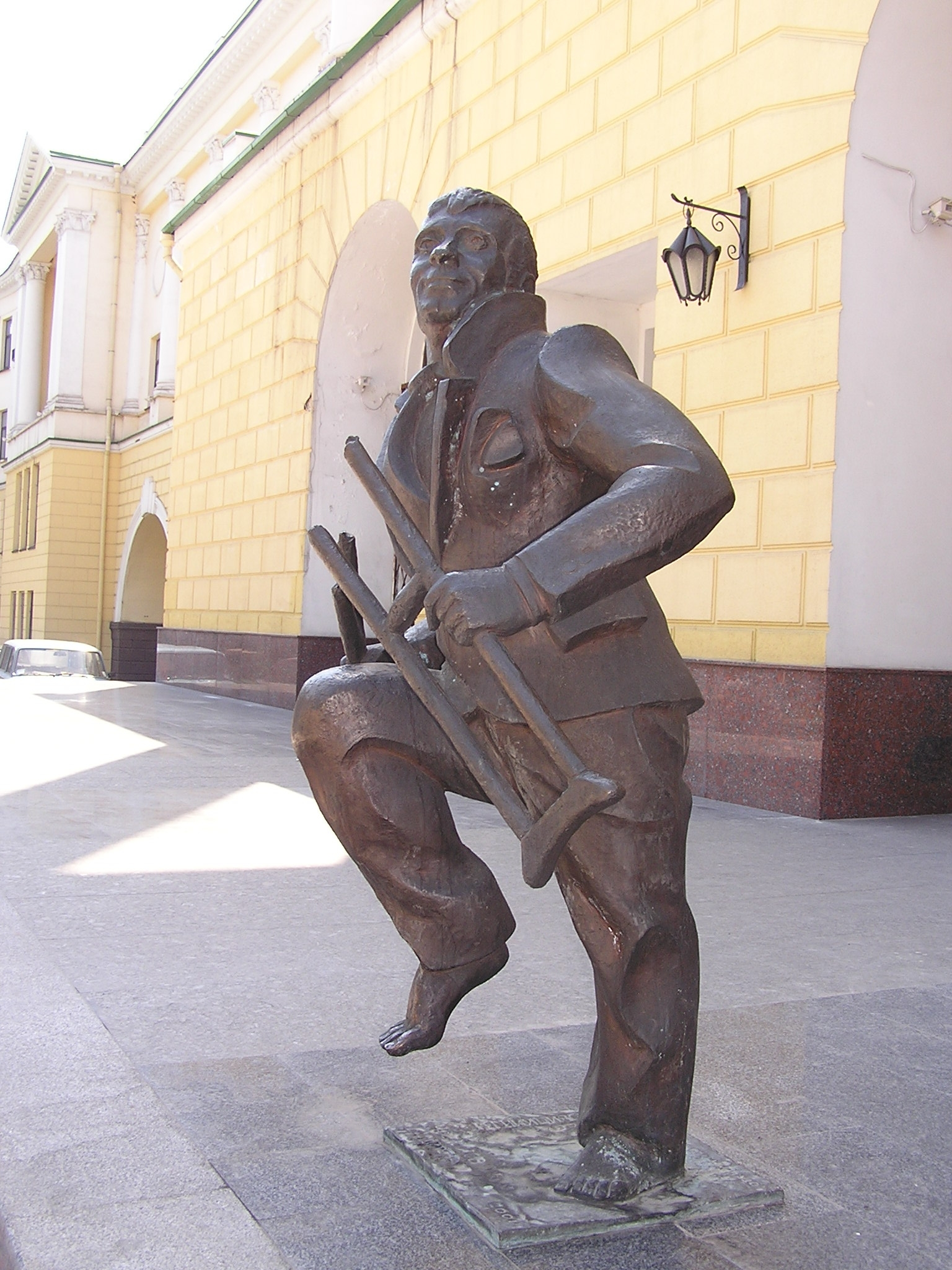
Памятник исцелившемуся больному

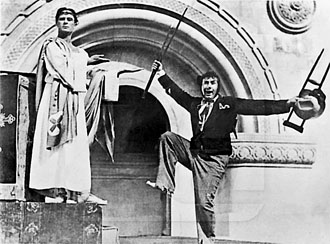
Кадр из фильма «Праздник святого Иоргена»

Памятник исцелившемуся больному — установлен в Донецке перед областной травматологической больницей в 2001 году. Авторы памятника — скульпторы Павел Чесноков и Юрий Балдин.
Памятник сделан из бронзы и представляет собой скульптуру пациента, покидающего больницу. Скульптура вмонтирована в верхнюю площадку лестницы у главного входа в здание Донецкого института травматологии и ортопедии. Высота скульптуры — 180 см, по высоте она не отличается от пациентов, посещающих больницу по этой же лестнице.
Персонаж скульптуры — мужчина, одетый в костюм-тройку, с платочком в нагрудном кармашке, в галстуке, босиком. Левой ногой персонаж скульптуры стоит на верхней ступеньке лестницы, а правая нога поднята вверх и полусогнута в колене. В руках у персонажа сломанный костыль. Это сцена из советского немого фильма «Праздник святого Иоргена», в фильме в этой сцене герою в исполнении Игоря Ильинского мошенник (герой в исполнении Анатолия Кторова) приказывает: «Исцеляйся, дубина!», — и тот ломает костыль о колено.
Инициатор установки памятника — главврач областной травматологической больницы Владимир Климовицкий. Памятник отлит в Центральных ремонтно-механических мастерских.